# Leonard Jones
Pour les articles homonymes, voir Jones.
Leonard C. Jones (4 juin 1924 à Moncton, Nouveau-Brunswick, Canada - 23 juin 1998 à Calgary, Alberta, Canada) est un avocat et un homme politique canadien. Il est maire de Moncton, sa ville natale, de 1963 à 1974 et député à la Chambre des communes du Canada de 1974 à 1979. Surtout connu pour ses positions controversées, il détient le record de longévité au poste de maire de la ville.
À son arrivée au pouvoir, Moncton compte environ deux tiers d'anglophones et un tiers d'Acadiens francophones. La ville est le siège de plusieurs institutions acadiennes dont l'Université de Moncton. Leonard Jones est surtout connu pour plusieurs déclarations et décisions intolérantes vis-à-vis les francophones de la ville, notamment contre les étudiants de l'université lors des manifestations de 1968 et 1969. Il s'oppose au bilinguisme officiel et à l'usage du système métrique. Il est écarté à plusieurs reprises d'événements ou de partis politiques. Il a tout de même, selon certains observateurs, contribué à la croissance économique de sa ville. Il a aussi dirigé l'agrandissement de son territoire et proposé la construction de la Place l'Assomption Vie, comprenant le plus haut bâtiment de la ville. Malgré quelques éloges, de nombreux anglophones et francophones le considèrent comme le maire le plus controversé de l'histoire de Moncton ; le magazine Maclean's juge que c'est le pire maire canadien. Il apparaît dans le documentaire L'Acadie, l'Acadie sur les manifestations étudiante.

## Biographie

### Origines
Leonard Jones naît le 4 juin 1924 à Moncton, au Sud-Est du Nouveau-Brunswick. Ses parents sont Leonard Jones et Edith Stackhouse, originaires de Saint-Jean, au Sud de la province. Il a une sœur, Audrey Steeves.
Il combat durant la Deuxième Guerre mondiale. De retour à Moncton, il économise en travaillant comme employé de bureau le jour et en vendant au porte-à-porte le soir. Il entre ensuite à l'Université Dalhousie d'Halifax, en Nouvelle-Écosse, où il sort diplômé en droit. Il est d'abord procureur de la Couronne et solliciteur du comté d'Albert. Selon ce qu'en rapporte le Times & Transcript, Leonard Jones est très bon et très populaire, le tiers de sa clientèle étant même composée de francophones.
Il épouse Mildred Hume, qui est aussi une partenaire dans son cabinet. Le couple a une seule fille, Helen.

### Maire de Moncton

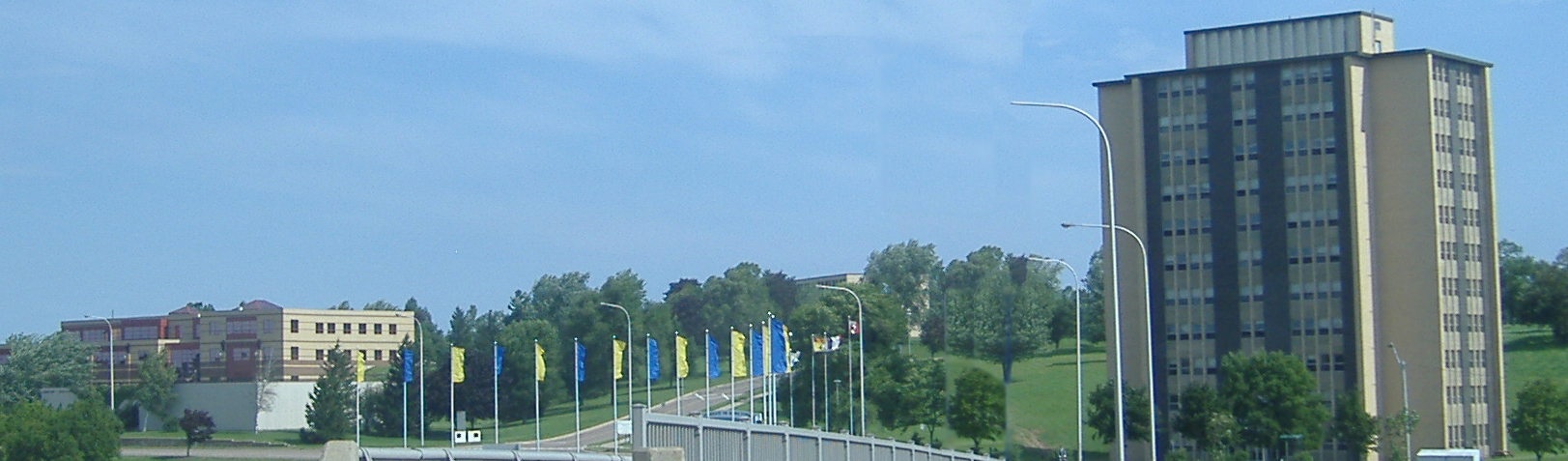
L'Université de Moncton.

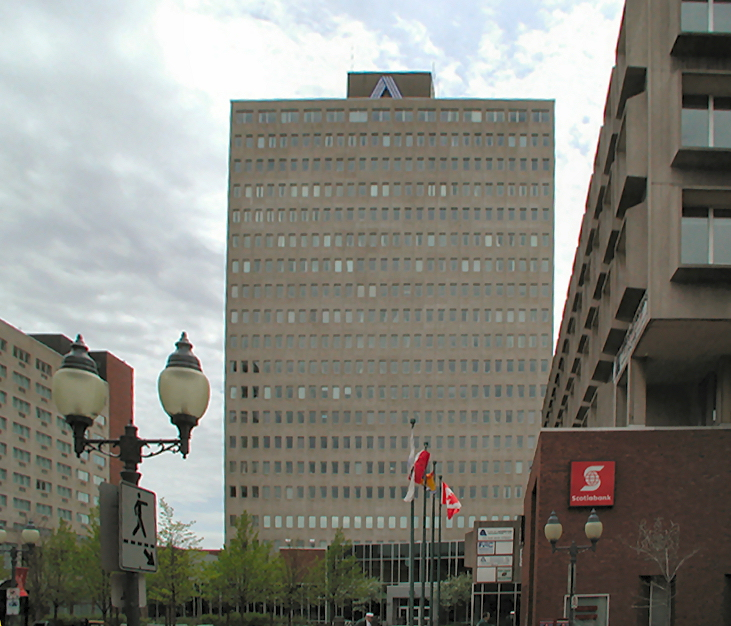
La Place l'Assomption Vie. L'ancien hôtel de ville, occupé à l'époque de Leonard Jones, se trouve à droite.

Leonard Jones est élu pour la première fois au conseil municipal de Moncton en 1957, en tant que conseiller général. En 1960, il tente de se faire élire maire mais il perd face à Sherwood Rideout. Le Times & Transcript affirmera plus tard que c'est sa seule défaite politique, alors qu'il en a connu d'autres par la suite.
Il est élu maire de Moncton le 6 avril 1963. Le premier ministre du Nouveau-Brunswick à l'époque est l'Acadien Louis J. Robichaud, un libéral élu en 1960. Il est alors en voie d'accomplir son programme « Chances égales pour tous », qui prévoit la restructuration complète des municipalités, de la santé, de l'éducation et de la justice afin de réduire les écarts socio-économiques entre les différentes régions de la province. Le maire Jones s'oppose à cette réforme et il refuse de fournir les rôles d'évaluation de la municipalité. Il y est forcé par le gouvernement mais parvient à faire réduire l'évaluation foncière de la cité de 400 000 $CA. L'intermédiaire entre la cité et le gouvernement est Ed Allen, qui devient plus tard membre du Confederation of Regions Party, parti opposé au biliguisme.
Le maire est aussi connu pour son opposition au bilinguisme, qu'il décrit comme une « absurdité »,. Il refuse que le français soit utilisé lors des réunions du conseil municipal, alors que la ville de Moncton compte un tiers de francophones. Il refuse que le drapeau de la ville contienne les mots « Cité de Moncton ». Il considère que l'Université de Moncton, fondée en 1963, l'année de son élection, devrait être une institution bilingue, et non unilingue française.
Il est réélu par acclamation au titre de maire en 1965. Il est aussi réélu en 1967. Selon Paul-Émile Thériault, le discours Vive le Québec libre ! prononcé par le président français Charles de Gaulle à Montréal le 24 juillet 1967 le fait « frissonner ». Il s'oppose à la visite officielle de quatre représentants acadiens, Euclide Daigle, Gilbert Finn, Léon Richard et Adélard Savoie, à Paris en janvier 1968, prétextant que cela pourrait « porte[r] préjudice à la bonne atmosphère chez les Monctoniens ».
Le 14 février 1968, 400 étudiants en grève de l'Université de Moncton défilent dans les rues de la ville afin de demander des services municipaux bilingues. Lorsque Claude Savoie, Irène Doiron et Bernard Gauvin se présentent au conseil municipal, le maire refuse qu'ils s'expriment en français devant les élus. Des étudiants planifient de mettre au défi le maire de parler français lors d'une remise de trophée et d'une mise au jeu protocolaire mais celui-ci quitte les lieux avant les cérémonies. Des étudiants déposent une tête de cochon sur le perron de sa résidence en guise de protestation,. Trois d'entre eux sont reconnus coupables d'inconduite le 17 février et doivent promettre de ne plus troubler la paix d'ici la fin de leurs études. Dans les jours suivants, Leonard Jones exige de plus que les membres du conseil municipal prêtent serment à la reine Élisabeth II.
Leonard Jones tente de se faire élire à l'Assemblée législative du Nouveau-Brunswick en 1969. Malgré cet échec, il est réélu à titre de maire le 9 juin 1969. Au début des années 1970, il annonce, avec Gilbert Finn, la construction de la Place l'Assomption Vie, qui comprend entre autres l'hôtel de ville ; selon Paul-Émile Thériault, il se « donne l'air fier » à ses côtés. En 1972, il s'oppose à l'utilisation de panneaux de signalisation bilingues. Le 28 décembre de la même année, il retire le titre de maire adjoint à Louis J. Cormier, sous prétexte qu'il « encourageait la controverse sur le français et l'anglais ». 
À la suite de la fusion de Lewisville, Magnetic Hill et Salisbury Road avec Moncton, une élection partielle doit être organisée le 25 juin 1973. Le 9 avril, à un journaliste de L'Évangéline qui lui a demandé s'il désire poser sa candidature, il répond : « ça n'a pas grand bon sens de le faire pour L'Évangéline, parce que c'est un journal discriminatoire ». Paul-Émile Thériault rappelle que le maire achète pourtant des pages de publicités dans ce même journal. Une semaine après cette déclaration, la Société nationale de l'Acadie et des conseillers municipaux menacent de porter une motion de blâme contre lui pour son refus de convoquer une réunion du Comité ad hoc sur le bilinguisme. Il refuse de commenter. Son adversaire électoral, Jack Keefe, se présente comme une alternative à son radicalisme. Leonard Jones est tout de même réélu le 25 juin 1973, avec une majorité de moins de 1 000 voix. En 2016, il est toujours le maire monctonien ayant accompli le plus long mandat.

### Député fédéral
Au début 1974, il annonce sa candidature à la chefferie du Parti progressiste-conservateur du Nouveau-Brunswick, un poste alors occupé par Richard Bennett Hatfield. Le 25 mai suivant, il annonce qu'il sera plutôt candidat progressiste-conservateur de la circonscription de Moncton à l'élection fédérale canadienne de 1974. Le 28 mai, lors du congrès de mise en candidature, il bat le député sortant, Charles Thomas (en), par 499 voix contre 433. Son opposition au bilinguisme officiel force toutefois le chef Robert Stanfield à rejeter sa candidature. Charles Thomas est alors choisi comme candidat. Croyant en ses chances, Leonard Jones quitte la mairie de Moncton en juin. Il se présente comme candidat indépendant et bat le libéral Léonide Cyr le 8 juillet ; Charles Thomas arrive en troisième position. Léonide Cyr était l'un des conseillers municipaux s'étant le plus opposé à ses pratiques durant son passage à la mairie. Plus tard, Leonard Jones se vantera être le premier député fédéral élu en tant qu'indépendant.
En 1975, il est réadmis dans le caucus progressiste-conservateur à la suite d'une convention mouvementée tenue à Moncton à l'initiative de Dennis Cochrane, un progressiste-conservateur provincial, et ce malgré l'opposition des hautes figures du parti. La même année, il conteste la validité de la Loi sur les langues officielles devant la Cour suprême du Canada ; la cour tranche à l'unanimité en faveur du gouvernement. Le 25 mars de la même année, il demande que son nom ne figure que sur une plaque commémorative en langue anglaise installée à l'hôtel de ville par le nouveau maire, Gary Wheeler, et non sur la plaque en français ; son nom est tout de même gravé. De nos jours, cette plaque est conservée au Musée acadien de l'Université de Moncton.
Le 8 janvier 1976, Leonard Jones annonce sa candidature à la chefferie du Parti progressiste-conservateur du Canada ; il se retire de la course trente-deux jours plus tard.
Il n'accomplit qu'un seul mandat de député et quitte son poste en 1979, pour des raisons de santé selon ce que rapporte Derwin Gowan du Telegraph-Journal ou parce qu'il trouve le travail de député indépendant « trop plate » (ennuyeux), selon Paul-Émile Thériault, de L'Acadie nouvelle. Le libéral Gary McCauley (en) remporte la circonscription de Moncton à l'élection suivante.

### Suites
Leonard Jones retourne à la pratique du droit en 1979.
En 1982, il n'est pas invité aux cérémonies du rapatriement de la Constitution du Canada, comme tous les autres anciens députés, ce qu'il affirme être de la « pure discrimination » et que Roméo LeBlanc explique par son statut d'indépendant. La même année, il décrit l'imposition du système métrique comme une absurdité, le comparant même au bilinguisme. Il est également accusé d'évasion fiscale.
Il vend son cabinet d'avocat à Garry MacLean en 1991. L'année suivante, il part avec son épouse Mildred vivre à Olds, près de Calgary en Alberta, où vit leur fille Helen. Gérald Leblanc affirme qu'il devient clown. Leonard Jones meurt du cancer dans un hôpital de Calgary le 23 juin 1998, après une longue maladie. Ses funérailles ont lieu le 25 juin.

## Héritage

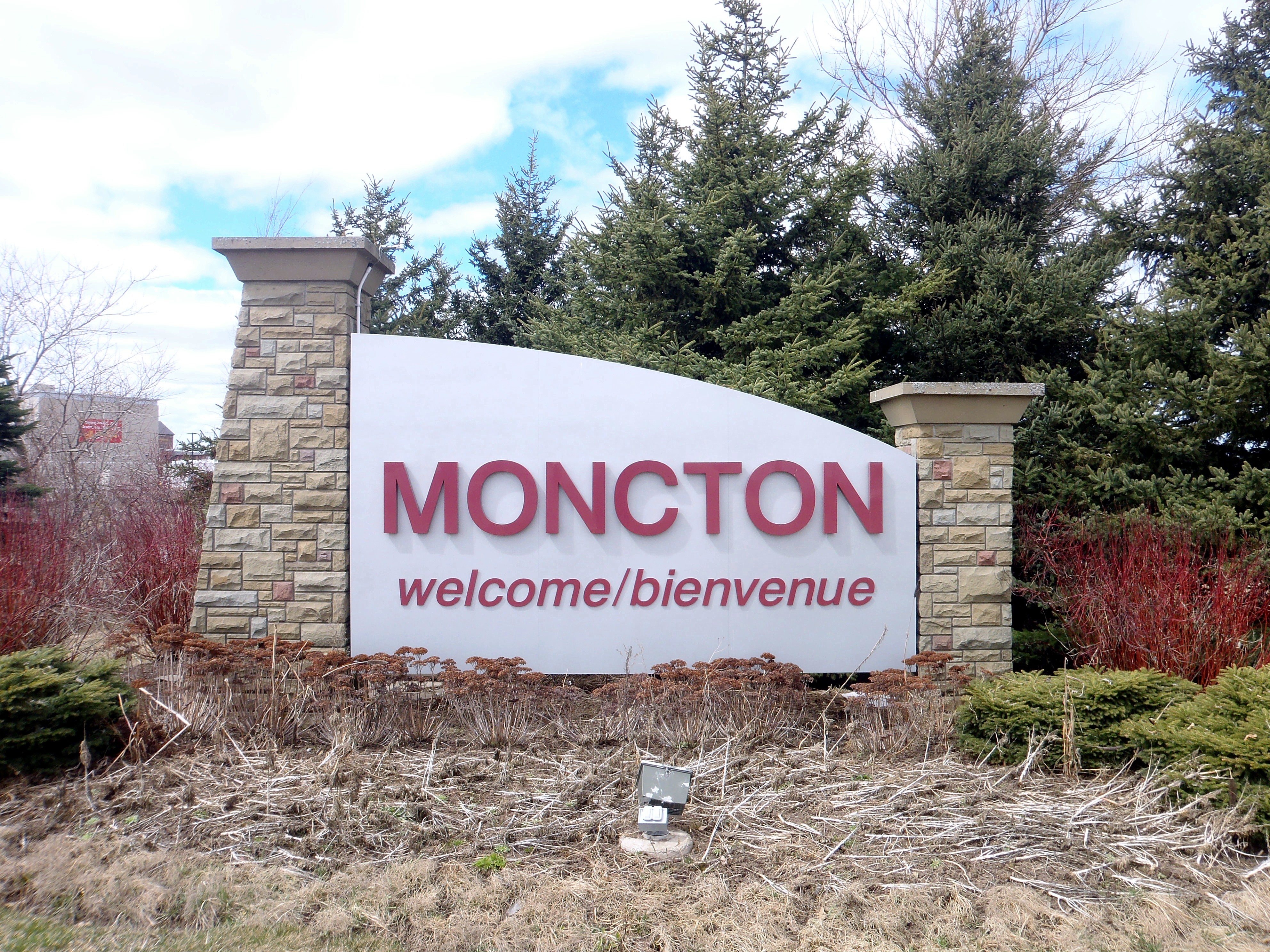
Un exemple de bilinguisme officiel à Moncton.

Selon le juge George Rideout, il était un « ennemi redoutable » au palais de justice. Selon le Times & Transcript, ses collègues le décrivent comme « un homme de caractère et de principes », « bien préparé lors de ses débats judiciaires » et « toujours prêt à faire un effort particulier pour ses clients »,. Selon Gary MacLean, qui a acheté son cabinet en 1991, il était un « véritable gentilhomme »,.
Selon Gary Wheeler, son successeur à la mairie, il était un « maire populiste très efficace » ,. Son attitude a causé des frictions entre lui et le premier ministre du Nouveau-Brunswick, Louis Robichaud, connu pour ses politiques favorisant le bilinguisme. Richard Bennett Hatfield, le successeur de Louis Robichaud, a qualifié Leonard Jones de « bigot », autrement dit une personne intolérante aux idées d'autrui dans le sens du mot en anglais. L'éditorialiste Nelson Landry, de L'Évangéline, déclare que Leonard Jones « compare des pommes à des oranges », est « têtu », « souffre d'étroitesse d'esprit » et que l'unilinguisme qu'il défend est synonyme de « discrimination » et de « génocide linguistique ». Le poète Gérald Leblanc le décrit en 1998 comme un « maire mange-acadien ». 
À sa mort, le Times & Transcript affirme que Leonard Jones est probablement le « maire le plus controversé »  de l'histoire de Moncton. Selon le même journal, il se serait trouvé au centre d'une controverse et que quelques francophones et étudiants furieux auraient « riposté de manière tapageuse et par des gestes de défiance ». Un éditorialiste décrit toutefois les aspirations des Acadiens comme « légitimes »,. Le Times & Transcript soutien aussi qu'il a « fait beaucoup pour la ville », mais qu'il sera jugé par l'histoire ; un éditorial le compare d'ailleurs à W. A. C. Bennett et Joey Smallwood, deux premiers ministre provinciaux très controversés.
La controverse causée par son attitude « se ressentirait toujours » en 1998 selon le Times & Transcript.
Moncton accueille le Sommet de la Francophonie en 1999, l'année suivant sa mort. La cité devient officiellement bilingue en 2002. Le Soleil annonce que l'époque du maire Jones est « définitivement révolue ». Le 15 février 2008, la municipalité invite la délégation d'étudiants de la grève de 1968 à signer le livre d'or à l'hôtel de ville ; Claude Savoie étant décédé, il est représenté par sa fille.

## Dans la culture
La grève étudiante de 1968 à 1969 est immortalisée dans le documentaire L'Acadie, l'Acadie, de Michel Brault et Pierre Perrault, produit par l'Office national du film du Canada en 1971. Plusieurs scènes du film montrent Leonard Jones. Celui-ci a d'ailleurs intenté une poursuite en diffamation contre la Société Radio-Canada et l'Office national du film.
Robert Thibault, qui préside un comité de citoyens monctoniens pour le bilinguisme, remporte en 1972 un concours du magazine Maclean's visant à choisir le pire maire du Canada ; il avait proposé le nom de Leonard Jones. Selon Robert Thibault, ce prix ainsi que la production du documentaire ont eu un impact important sur la progression des droits des francophones dans la ville.
En 1973, la pièce Médium saignant de Françoise Loranger est adaptée sous le titre Qu'est-ce qu'on fait monsieur le maire?, avec le personnage de Leonard Jones.

### Citations originales
1. ↑  (en) « formidable foe »
2. ↑  (en) « a man of character and principles »
3. ↑  (en) « well prepared for whatever legal battle he faced »
4. ↑  (en) « would go the extra mile on behalf of his clients »
5. ↑  (en) « a real gentleman »
6. ↑  (en) « a strong, populist mayor »
7. ↑  (en) « perhaps his most controversial »
8. ↑  (en) « found himself at the centre of controversy »
9. ↑  (en) « infuriated some French-speaking residents and students »
10. ↑  (en) « retaliated with boisterous demonstrations and acts of defiance »
11. ↑  (en) « legitimate »
12. ↑  (en) « did much for the city »
13. ↑  (en) « still stir passions in many quarters today »